# 特拉維斯·米爾恩
特拉維斯·米爾恩（Travis Milne，1986年7月18日—）是加拿大的一位演員。他最著名的作品包括在電視劇警察學校中飾演Chris Diaz角色。